# الانتخابات في سانت فينسنت والغرينادين
تنتخب سانت فنسنت وجزر غرينادين هيئة تشريعية على المستوى القومي. ويتألف مجلس النواب من 21 مقعداً: منهم 15 عضواً يُنتخبون لمدة خمس سنوات في دوائر انتخابية ذات مقعد واحد، و6 أعضاء معينين في مجلس الشيوخ.
يوجد في سانت فنسنت وجزر غرينادين نظام الحزبين، مما يعني أن هناك حزبين سياسيين مهيمنين، مما يجعل من الصعب على أي شخص تحقيق نجاح انتخابي تحت راية أي حزب آخر.

## وصلات خارجية
- أرشيف انتخابات آدم كار
- أرشيف الانتخابات والنتائج الحالية لعام 2005 من قبل Cable and Wireless